# Chikara
Chikara (яп. 力 тикара, сила) — альбом-сборник американской рок-группы Kiss, вышедший в 1988 году.

## Об альбоме
Альбом был выпущен только в Японии в поддержку концертного тура, который Kiss проводили в 1988 году. Количество экземпляров было ограничено до 100 000 и сейчас альбом не издается. Этот диск является единственным официальным CD-релизом расширенной версии песни 1979 года «I Was Made For Lovin' You».

## Список композиций
1. «Rock and Roll All Nite» ··· (2:48) — Симмонс/Стэнли
2. «Detroit Rock City» ··· (5:14) — Стэнли/Эзрин
3. «Love Gun» ··· (3:17) — Стэнли
4. «I Was Made For Lovin' You» (Remix) ··· (7:56) — Стэнли/Чайльд/Понша
5. «Creatures of the Night» (Remix) ··· (4:02) — Стэнли/Митчел
6. «I Love It Loud» (Remix) ··· (4:15) — Стэнли/Кузано
7. «War Machine» (Remix) ··· (4:15) — Симмонс/Адамс/Волленс
8. «Lick It Up» ··· (3:55) — Стэнли/Винсент
9. «All Hell's Breakin' Loose» ··· (4:33) — Карр/Стэнли/Винсент/Симмонс
10. «Heaven's on Fire» ··· (4:21) — Стэнли/Чайльд
11. «Thrills in the Night» ··· (4:00) — Стэнли/Бьювор
12. «Who Wants to Be Lonely» ··· (4:00) — Стэнли/Чайльд/Бьювор
13. «Uh! All Night» ··· (4:01) — Стэнли/Чайльд/Бьювор
14. «Tears Are Falling» ··· (3:55) — Стэнли